# Biologisch-vegane Landwirtschaft
Biologisch-vegane Landwirtschaft (auch bio-vegan, biovegan oder biozyklisch-vegan, engl. auch veganic) verbindet die Grundsätze der Ökologischen Landwirtschaft mit denen des Veganismus. Folglich werden zur Produktion von Nahrungsmitteln keine Tiere gehalten und jeder bewusste Eintrag aus tierischer Herkunft wie etwa Gülle, Hornspäne, Blutmehl oder Fischmehl ausgeschlossen ebenso wie chemisch-synthetische Produkte zur Düngung oder Schädlingsbekämpfung. Seit 2017 gibt es in Deutschland eine anerkannte Zertifizierung für Betriebe, die nach bio-veganen Richtlinien produzieren.

## Begriff
Die Bezeichnung biologisch-vegan stammt vom englischen stockfree-organic, was nutztierlos, organisch bedeutet. Im Deutschen lassen sich die Bezeichnungen bio-vegan, vegan-organisch oder auch pflanzlich-organisch synonym dazu verwenden. Biozyklisch steht für Lebenskreislauf (altgriechisch βίος bíos, deutsch ‚Leben‘ und κύκλος kýklos, deutsch ‚Kreislauf‘). In einem geschlossenen Kreislauf wird jedoch nur angebaut, wenn von außen keine Nährstoffe zugeführt werden.

## Geschichte
Bereits zu Beginn des 20. Jahrhunderts gab es Ansätze viehloser Landwirtschaft. Die Grundlagen für eine kreislauforientierte rein pflanzenbasierte Landbewirtschaftung schuf in den 1950er Jahren Adolf Hoops (1932–1999) in der Lüneburger Heide. Als einer der Pioniere des bioveganen Anbaus in Deutschland gilt Eugen Ehrenberg, der 1978 den Gärtnerhof Bienenbüttel in Niedersachsen mitbegründete.
In Großbritannien breitete sich der vegane Landbau seit Anfang der 1990er Jahre aus. Mit der Gründung der gemeinnützigen Organisation Vegan-Organic Network (kurz: VON) im Jahr 1996 entstand ein internationales Netzwerk zum Austausch über biologisch-vegane Landwirtschaft. VON entwickelte verbindliche Richtlinien für den bio-veganen Landbau. Ende der 1990er-Jahre folgte die Gründung des Vereins „Biologisch-Veganes Netzwerk für Landwirtschaft und Gartenbau“, um diese Entwicklung auch im deutschsprachigen Raum zu fördern.
Von den Erfahrungen mit pflanzenbasierter Landbewirtschaftung griechischer Bauern profitierte der deutsche Landwirt und Agrarökonom Johannes Eisenbach, als er Mitte der 1990er Jahre die Ideen von Adolf Hoops aufgriff und auf seiner Oliven-Farm südlich von Kalamata begann, einen veganen Dünger aus Traubentrester, Olivenblättern und Olivenkuchen – dem trockenen Rückstand, nachdem die Oliven gepresst wurden – zu produzieren, der einen hohen Gehalt an Stickstoff aufweist. Die gemeinsam mit griechischen Bauern durchgeführten Anbauversuche führten zur Entwicklung von biozyklischen Leitlinien für den veganen Anbau. Bauernhöfe und Obstgärten in Griechenland und Zypern gehörten zu den Ersten, die eine Zertifizierung für ihre vegane Landwirtschaft eingeführt haben. Seitdem haben sich über 80 kleinbäuerliche Familienbetriebe in der Erzeugergemeinschaft O.M.E.N. (Organic Marketing Export Network) zusammengeschlossen. Sie bauen Oliven, Zitrusfrüchte und Gemüse für den Export nach Deutschland, Österreich und in die Niederlande an, wo die Nachfrage nach vegan produzierten Lebensmitteln steigt. Darüber hinaus sind bereits in mehreren europäischen Ländern Vereinigungen und Initiativen entstanden, die sich im International Biocyclic Vegan Network lose zusammengeschlossen haben und deren Ziel es ist, die Entwicklung des biozyklisch-veganen Anbaus zu fördern.
Der Vegetarierbund Deutschland listet 13 bio-vegane Betriebe in Deutschland auf (Stand: 2019). Nach Aussage des Agraringenieurs und Gründers des bio-veganen Netzwerks in Deutschland, Daniel Mettke, würden die Höfe, die bio-vegan produzieren „in Hinblick auf Wirtschaftlichkeit und Ressourcenverbrauch eine durchweg positive Bilanz aufzuweisen“.

## Unterscheidung bio-vegane bzw. viehlose Landwirtschaft
Als viehlos oder vieharm wird ein landwirtschaftlicher Betrieb bezeichnet, wenn keine beziehungsweise weniger als ca. 0,2 GV/ha Nutztiere gehalten werden. Viehloses Wirtschaften ist oft strukturell oder betrieblich begründet: Die Tierhaltung ist zu arbeitsintensiv oder die Lage des Betriebs ist in einer reinen Ackerbauregion. Während es im Ökolandbau z. B. bei den Anbauverbänden Bioland und Naturland Betriebe gibt, die im Sinne einer Kreislaufwirtschaft weitestgehend viehlos wirtschaften, ist bei Demeter Tierhaltung fester Bestandteil der biologisch-dynamischen Anbaurichtlinien. So müssen, selbst wenn keine Tiere auf dem Hof gehalten werden, Präparate aus tierischen Bestandteilen eingesetzt werden.
Bei der veganen Landwirtschaft wird die bewusste Zufuhr tierischer Produkte in den Ackerbau abgelehnt und eine Bekämpfung tierischer Schädlinge vermieden. Die vegane Landwirtschaft ist u. a. durch ethische Bedenken hinsichtlich der Ausbeutung und Tötung von Tieren und die damit verbundene Kritik an der landwirtschaftlichen Nutztierhaltung motiviert.
Siehe auch: Tierethik

## Besonderheiten biologisch-veganer Landwirtschaft
Ökologische wie bio-vegane Landwirtschaft sind systembasierte Ansätze, die auf den vielfältigen Interaktionen eines Ökosystems beruhen. Dies stellt die Betriebe vor besondere Herausforderungen.

### Fruchtfolge
Die Fruchtfolge muss aufgrund eingeschränkter Möglichkeiten zur Stickstoffversorgung so gestaltet werden, dass die Stickstoffverluste minimiert werden. Wie im ökologischen Landbau üblich hat im bio-veganen Landbau die solide Fruchtfolgeplanung einen hohen Stellenwert. Ziel ist es, die Anbaukultur optimal und ihren Bedürfnissen entsprechend mit Nährstoffen zu versorgen sowie nachteilige Fruchtfolge-Effekte zu minimieren. Ersteres geschieht durch die Bilanzierung von eingetragenen und ausgetragenen Nährstoffen vor und nach der Aussaat bzw. der Ernte. Im ökologischen Landbau allgemein hat daher der Leguminosen-Anbau eine große Bedeutung in der Fruchtfolgeplanung. Leguminosen können den in der Luft vorhandenen Stickstoff organisch binden und diesen über im Boden verbleibende Pflanzenreste teilweise für die nachfolgende Kultur zur Verfügung stellen. Die auf dem Feld verbleibenden Erntereste anderer Pflanzenarten liefern vorrangig aus der Luft assimilierten Kohlenstoff für die Bildung von Humus. Dies geschieht im bio-veganen Landbau nicht anders, nur dass auf tierische Düngemittel (Gülle, Mist und Schlachtabfälle) konsequent verzichtet wird. Ein weiterer Aspekt der Fruchtfolgeplanung ist die sinnvolle und vielfältige Auswahl von Anbaukulturen und dort, wo es sich betrieblich einrichten lässt, der Anbau in Mischkulturen. Dadurch kann Krankheiten, Bodenmüdigkeit und negativen, allelopathischen Fruchtfolgeeffekten vorgebeugt und z. B. durch die Kombination von Tief- und Flachwurzlern der Nährstoffaufschluss verbessert werden. Durch Mischkulturanbau kann zu einer Diversifizierung der Agrarbiozönose beigetragen werden.

### Stilllegung
Eine vorübergehende Flächenstilllegung (auch Brache genannt) dient meist als Basis der Fruchtfolge, etwa hinsichtlich Stickstoffversorgung, Humushaushalt und Regulierung von Unkraut. Dies bringt allerdings Herausforderungen mit sich, etwa geringere positive Effekte bezogen auf Unkraut, Humus und Bodenstruktur als bei mehrjährigem Feldfutterbau. Eine geeignete Maßnahme ist zum Beispiel die Optimierung des Anbaus von Hülsenfrüchtlern in Zwischenfrüchten beziehungsweise Untersaaten zur Verminderung des Anteils der stillgelegten Flächen.

### Unkrautmanagement und Schädlingsbekämpfung
Eine ausreichende präventive Unkrautunterdrückung, etwa durch Fruchtfolge und Bodenbearbeitung, ist eine der größten Herausforderungen für den Betrieb. Auf die jeweiligen Standorte angepasste Fruchtfolgesequenzen bieten sich dazu an. Daneben kann auch eine intensive mechanische Unkrautregulierung angebracht sein. Ein starkes Auftreten von Schadinsekten wird als Zeichen eines Ungleichgewichts zwischen Schädlingen und ihren Gegenspielern gesehen. Die Ursachen dafür können vielfältig sein, z. B. in der Fruchtfolge oder in der Nährstoffversorgung zu suchen sein, aber auch an der Witterung und anderen externen Faktoren liegen. Der Ansatz der bio-veganen Landwirtschaft setzt auf Selbstregulation. Schädlinge oder übermäßig wachsende Beikräuter werden in diesem Sinne nicht mit Pestiziden oder Ähnlichem reguliert. Stattdessen soll durch die Anlage und Pflege von Blühstreifen und Hecken, naturbelassenen Feldrändern und kleinräumigeren Flurstücken sowie durch die Umsetzung von Maßnahmen zur Ansiedelung von Insekten, Amphibien, Vögeln und Beutegreifern die Artenvielfalt gestärkt werden und die Selbstregulation unterstützt werden. Erlaubt ist der Einsatz von Nützlingsinsekten, bspw. von Blumenwanzen gegen Blattläuse.

### Düngung
Alternativen zu Düngern tierischer Herkunft können Gründüngung, pflanzenbasierter Kompost und Mulch sein. Zur Nährstoffversorgung der veganen Anbaukultur werden vor allem vier Komponenten eingesetzt:
- Stickstoffdüngung (durch Leguminosenanbau, Stickstoffnachlieferung der Vorkultur, ggf. Pflanzenjauchen und schnell mineralisierenden pflanzlichen NPK-Streudünger, pflanzliche Gärsubstrate aus Biogasanlagen),
- Kohlenstoffdüngung (z. B. durch Kompost, Mulch/Gründüngung)[15],
- Phosphatdüngung (ggf. mineralisch, entsprechend dem Entzug nach Bedarf)[16],
- aktive Nährstoffmobilisierung durch Mykorrhiza und langfristigen Humusaufbau.[17]

Auch aufbereiteter und durch Verbrennung von Rückständen bereinigter Klärschlamm wird genutzt. Hierdurch wird der Mensch mit in den Stoffkreislauf eingebunden, wodurch dieser geschlossen werden soll.

### Standort und Ertrag
Standortcharakteristika wie Boden und Klima können bei biologisch-veganen Betrieben einen größeren Einfluss haben als bei anderen Anbaumethoden. Nach Ansicht des Agrarwissenschaftlers Friedhelm Taube, der zusammen mit der Christian-Albrechts-Universität zu Kiel das Versuchsgut Lindhof für ökologischen Landbau in Schleswig-Holstein begleitet, ist ein Landbau, der auf alle tierischen Dünger verzichtet, an Trockenstandorten, wie man sie im Mittelmeerraum vorfindet, durchaus möglich. In niederschlagsreicheren Gebieten hingegen würde Sickerwasser Nährstoffe wie Stickstoff zu schnell aus dem Boden waschen. Laut Taube zeigen Untersuchungen eine Ertragssteigerung von bis zu zehn Prozent bei Einsatz von organischen Düngern wie Jauche. Manche biovegane Landwirte kaufen pflanzlichen Dünger hinzu, der deutlich teurer ist als konventioneller Mist oder Jauche, um eine ausreichende Versorgung mit Stickstoff sicherzustellen. Geringere Erträge könnten kompensiert werden, wenn Getreide nicht als Tierfutter, sondern direkt für die menschliche Ernährung angebaut wird. Mit einer Reduzierung des Fleischkonsums um knapp die Hälfte würde in Deutschland fast ein Viertel der Nutzfläche freigesetzt.

## Zertifizierung
Das V-Label vergibt die Europäische Vegetarier-Union für vegetarische und vegane Lebensmittel, die ab der Verarbeitungsstufe kontrolliert wurden. Ob während des Anbaus mit tierischen Düngern und nach ökologischen Grundsätzen produziert wurde, ist nicht Teil der Zertifizierung.
Das britische Vegan Organic Network hat 2007 mit den Stockfree-Organic Standards (SOS) Richtlinien erlassen, nach denen sich landwirtschaftliche Betriebe zertifizieren lassen können, die sowohl nach der EU-Ökoverordnung als auch vegan produzieren.
Die Internationale Vereinigung der ökologischen Landbaubewegungen (IFOAM) hat 2017 die Biozyklisch-Veganen Richtlinien, die in den deutschsprachigen Ländern durch den Förderkreis „Biozyklisch-Veganer Anbau“ bekannt gemacht werden, als eigenständigen Ökostandard anerkannt. Betriebe, die konsequent nach diesen Richtlinien produzieren, können sich zertifizieren lassen und ihre Produkte mit dem Biozyklisch-Veganen Gütesiegel kennzeichnen.

### Gärtnerhof Bienenbüttel
Nach einem Bericht in der taz war 2014 der Gärtnerhof Bienenbüttel in der Lüneburger Heide einer der wenigen gewinnorientierten bioveganen Höfe in Deutschland. Nutztiere gibt es dort nicht. Die Hofgemeinschaft benutzt keine chemischen Unkrautvernichter und auch keine tierischen Düngemittel wie Gülle, Mist oder Horn und düngt mit Gemüseabfällen und pflanzlichen Düngerpellets.

### Biohof Hausmann
Daniel Hausmann, der ein Studium in Ökolandwirtschaft absolviert hat, übernahm 2012 den Hof seines Vaters in Breitenborn (Rochlitz) mit 15 Mutterkühen für die Kälberaufzucht und wandelte ihn in einen bioveganen Betrieb um. Er bewirtschaftet 25 Hektar. Er verzichtet auf chemisch-synthetische Dünger ebenso wie auf Ergänzungsdüngemittel aus Haar- oder Federmehl. Seine Pflanzen würden darum langsamer wachsen. Für die Düngung setzt er Leguminosen wie in Kleegras-Gemischen ein. Stickstoff und andere Nährstoffe werden über die Kompostierung dem Boden zugeführt. In Sachsen war er 2017 der einzige Landwirt, der biovegane Landwirtschaft betreibt.

### Biolandhof Hund
Clemens Hund ist seit 2012 zertifizierter Bioland-Landwirt in Meckenbeuren in Baden-Württemberg. Er baut Äpfel, Zwetschgen und Walnüsse an und stellt Apfelsaft und Apfelbrand her. Der Betrieb wurde 2017 als erster mit dem Gütesiegel „biozyklisch-veganer Anbau“ gekennzeichnet.

### PfalzBio GbR
Auf dem Hof von Bernd Kugelmann in Kandel (Pfalz), der 2002 als Gartenbaubetrieb begann, wird auf 48 Hektar vorwiegend Gemüse im Freiland angebaut. Auf die Idee, vegan zu produzieren, kam Kugelmann nach Ausbruch der EHEC-Epidemie 2011 in Deutschland. Seine Erträge seien nach eigener Angabe nicht schlechter geworden. Laut Ralf Loges, Agrarwissenschaftler der Universität Kiel, ist die Humusbilanz von Kugelmanns Hof gut. Die vegane Wirtschaftsweise würde viele Umweltprobleme lösen.